# 城河 (昭阳湖)
城河，又称南梁河，位于山东省西南部，属于南四湖水系。城河有三源，以发源于平邑县南部白彦镇羊角山和岳山之间的界碑沟村附近的东源为主源，东源西北流入邹城市，于城前镇西右汇源自邹城市北凤凰山东北麓杜玉沟的北源，再西行至岔河村右汇发源于连子山东麓的西源，三源合流后折向南，进入枣庄市山亭区，经店子镇、岩马水库后，西南流入滕州市，城河在滕州市境旧称“荆河”，近代因其流经滕城而更名“城河”。城河流经滕州市区后，继续西南流至西岗镇北满庄左汇漷河，北满庄以下又称“城漷河”。城河继续西南流，过老运河，至微山县留庄镇蒋坑村南注入昭阳湖。全长81公里，流域面积912平方公里。